# جوایز موسیقی ام‌تی‌وی اروپا ۲۰۱۵
ام‌تی‌وی ای‌ام‌ایز ۲۰۱۵ (همچنین به عنوان جوایز موسیقی ام‌تی‌وی اروپا شناخته می‌شود) در ۲۵ اکتبر ۲۰۱۵ در مدیولانوم فوروم در آساگو، نزدیک میلان در ایتالیا برگزار شد. این سومین بار است که جوایز در ایتالیا برگزار می‌شود، بار دوم میلان شهر میزبان است و اولین بار (و تاکنون تنها) جوایز در ماه اکتبر برگزار می‌شود. این جوایز در همان محل برگزاری MTV EMA در سال ۱۹۹۸ برگزار شد. در تاریخ ۳۰ سپتامبر ۲۰۱۵، اعلام شد که خواننده اد شیرن به همراه روبی رز میزبان این جوایز خواهد بود.
جاستین بیبر شش جایزه از جمله بهترین مرد و بهترین بازی در سراسر جهان را از آن خود کرد.
در طول اواسط سال ۲۰۱۵، میلان همچنین میزبان اکسپو ۲۰۱۵، شریک جوایز امسال بود.